# Сладолед од мастикса
Сладолед од мастикса је посластица у Грчкој Турској и арапским земљама. Назив је добио по мастиксу, биљној смоли која се традиционално производи на грчком острву Хиос. Природни мастикс је редак и тешко га је наћи, па произвођачи сладоледа у другим земљама користе мешавину зачинских масти и глукозе.

## Врсте сладоледа од мастикса
- Грчки сладолед од мастикса обично има најбољи укус због врхунског квалитета мастикса.
- Турски сладолед од мастика или дондурма (тур. maraş dondurması, сладолед града Мараса). То је много теже и тешко од арапског мастичног сладоледа. Има више масноће јер има више слатке креме или тешке креме са високим процентом масти. У прошлости људи који су живели у планинама створили су снијег, козје млеко, мастик и „осушени орцхидацеае прах“ (врста „кртола“). У југоисточној Турској, сладолед је био чвршћи и лепљив због прашка цветова орхидеја који расте тамо. Овај сладолед је толико чврст да се нож и виљушка користе за јести.
- Арапски мастички сладолед или Бооза (арап. ا لايس كريم واللبن, млечни сладолед) је влакнаст и еластичан. Веома је лепљива, што га чини топлијим у врелим арапским земљама. У Ираку је уобичајено јести сладолед на квадратним дрвеним штапићима. Овај тип је најчешћи у Сирији и Либану. Постоје продавци сладоледа који показују туристима где млевене „мастичне смоле“ мијешају са малтером и пестом док пјевају и свирају. У старом граду Дамаску налази се позната продавница сладоледа која се назива „бакдаш“ која је позната у арапском свету за свој арапски мастични сладолед. То је популарна атракција за туристе, нарочито туристе из арапских земаља.